# 拉科斯特
拉科斯特（法語：Lacoste，法語發音：[lakɔst]）是法国普罗旺斯-阿尔卑斯-蓝色海岸大区沃克吕兹省的一个市镇，属于阿普特区。

## 地理
拉科斯特（43°49'56"N, 5°16'24"E）面积10.66 平方千米，位于法国普罗旺斯-阿尔卑斯-蓝色海岸大区沃克吕兹省，该省份为法国东南部内陆省份，北起德龙省，西北接阿尔代什省，西接加尔省，南至罗讷河口省，东南角与瓦尔省接壤，东临上普罗旺斯阿尔卑斯省。
与拉科斯特接壤的市镇（或旧市镇、城区）包括：博尼约、古尔特、梅内尔布、皮热。

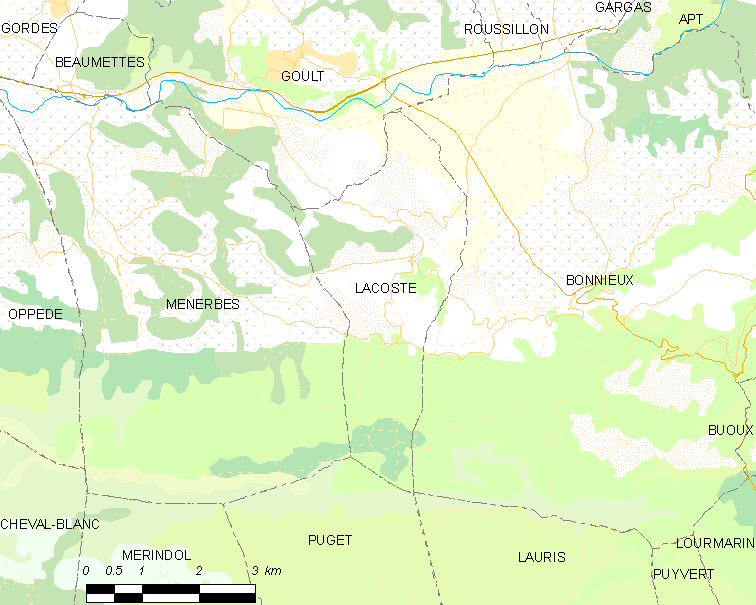
拉科斯特的OSM定位图

拉科斯特的时区为UTC+01:00、UTC+02:00（夏令时）。

## 行政
拉科斯特的邮政编码为84480，INSEE市镇编码为84058。

## 政治
拉科斯特所属的省级选区为阿普特县。

## 人口

1962-2008年间拉科斯特人口变化图示

拉科斯特于2022年1月1日时的人口数量为453人。